# Stadio Mario Sandrini
Lo stadio Mario Sandrini è un impianto sportivo di Legnago (VR).
Esso è l'attuale campo di gioco della società calcistica F.C. Legnago Salus, militante nel campionato di serie C.
Talvolta viene utilizzato per gare d'atletica interregionali.

## Dati tecnici del campo
Il campo da gioco regolamentare è in manto erboso, circondato da pista di atletica e dotato di impianti d'illuminazione omologati. Ci sono complessivamente due tribune, di cui una coperta, mentre è privo di spalti sotto le curve.
La tribuna centrale è suddivisa in una zona parterre inferiore, con seggiolini di colore rosso, due sezioni laterali, i cui posti sono gialli, e una nel mezzo riservata ai rappresentanti societari, con poltrone blu.
In quanto a servizi è dotato di una biglietteria all'ingresso dello stadio, un bar sotto la tribuna coperta e una sala stampa.
La capienza complessiva, dopo gli ultimi lavori ultimati prima dell'inizio del campionato di Serie D 2010-'11, è di 2152 spettatori, precisamente 1440 nella tribuna ovest coperta e 712 nella est scoperta, adibita alle tifoserie ospiti.
A fine 2021, il Legnago Salus comunica di aver sottoscritto con Sportium un accordo per la riqualificazione dello stadio Sandrini. L'intervento si pone come obiettivo di rendere l'impianto più adatto al calcio, eliminando la pista d'atletica ed ampliando ed avvicinando al terreno di gioco la tribuna centrale.